# West International Plaza
La West International Plaza  (西部国际广场) est un ensemble de gratte-ciel de 118 mètres de hauteur construit à Xi'an en Chine en 2008 (avec les antennes la hauteur maximale de chacune des tours est de 140 mètres).
Chaque tour abrite des bureaux sur 38 étages. La surface de plancher de la tour numéro 1 est de 116 280 m².
L'architecte est le Northwest Design and Research Institute